# 武汉琴台音乐厅
武汉琴台音乐厅是位于中华人民共和国湖北省武汉市的大型音乐厅。武汉琴台音乐厅位于武汉市汉阳区月湖湖畔，由两层楼座容量1600座的“鞋盒式”交响音乐厅，和405座的室内乐厅共同组成，是月湖主题公园的主要组成部分。